# Senecio uspantanensis
Senecio uspantanensis là một loài thực vật có hoa trong họ Cúc. Loài này được (J.M.Coult.) Greenm. miêu tả khoa học đầu tiên năm 1902.